# Ердвег
Ердвег (нім. Erdweg) — громада в Німеччині, розташована в землі Баварія. Підпорядковується адміністративному округу Верхня Баварія. Входить до складу району Дахау.
Площа — 36,03 км2. Населення становить 6171 ос. (станом на 31 грудня 2020).